# Stadion Krystał w Chersoniu
Stadion „Krystał” (ukr. Стадіон «Кристал») – wielofunkcyjny stadion w Chersoniu na Ukrainie.
Stadion „Krystał” w Chersoniu został zbudowany w 1962 roku. Po kolejnej rekonstrukcji stadion dostosowano do wymóg standardów UEFA i FIFA, wymieniono część starych siedzeń na siedzenia z tworzywa sztucznego. Rekonstruowany stadion może pomieścić 11 000 widzów. Domowa arena klubu Krystał Chersoń.